# François Gerber
 (septembre 2023).
Si vous disposez d'ouvrages ou d'articles de référence ou si vous connaissez des sites web de qualité traitant du thème abordé ici, merci de compléter l'article en donnant les références utiles à sa vérifiabilité et en les liant à la section « Notes et références ».
François Gerber, né en 1958, est un avocat et écrivain français.

## Biographie

### État-civil et formation
François Gerber est né le 18 mai 1958. Lycéen à Rueil-Malmaison pendant ses études secondaires, il intègre en 1976 Sciences-Po Paris, Paris II dans le cursus de droit et l’École du Louvre, suivant parallèlement ses enseignements. Il est diplômé de l’IEP en 1979, après avoir rédigé un mémoire de fin d’études consacré à André Malraux, sous la direction d’André Holleaux. Il poursuit ses études de droit avec une spécialisation en droit du travail et en droit public jusqu’au Master. Pendant son service national, il engage une formation spécifique consacrée aux problèmes de défense, avec le colonel et professeur de droit Pierre Dabezies, par ailleurs créateur du Centre d’Étude Politiques de Défense (CEPODE) à Paris I. Il reçoit le certificat d’aptitude à la profession d’avocat à l’IEJ de Paris. Docteur en Sciences des Organisations, il a soutenu à l’université USVQ - Orsay une thèse consacrée au Management des coûts de transaction dans le contrat de travail en droit français sous la supervision du professeur Christophe Assens.[réf. nécessaire]

### Expériences professionnelles
Ayant obtenu le certificat d’aptitude à la profession d’avocat, François Gerber s’inscrit au Barreau de Versailles en 1982, devient Premier secrétaire de la Conférence en 1989 et effectue l’ensemble de son stage au cabinet d’Étienne Grumbach. Il rejoint le Barreau de Paris en 1998. Travaillant dans un premier temps essentiellement dans les domaines du droit du travail et du droit pénal, il rédige plusieurs ouvrages sur le rôle du parquet et la justice d’instruction. En 1997, il réalise une contribution écrite lors des travaux de la commission dirigée par le procureur général Truche. Par la suite, en liaison avec ses travaux universitaires et ses recherches, François Gerber s’oriente vers le conseil des PME du bâtiment et de métallurgie.[réf. nécessaire]

### Travaux universitaires
François Gerber a enseigné en qualité de chargé de travaux dirigés et chargé de cours à l’Université Paris Dauphine, Nanterre et l’Université de Versailles-Saint-Quentin, devenue Université d’Orsay. Spécialisé dans l’analyse du coût du travail, il s’attache à démontrer que le coût du travail en France est non seulement supérieur à celui des pays anglo-saxons, sous-estimé par les organes institutionnels et sous-évalué par les entreprises elles-mêmes. Critiquant le rapport Blanchard-Tirole de 2003, il fait apparaître des coûts dédaignés par les deux rédacteurs, lesquels modifient sensiblement le prix de revient réel d’un produit ou d’un service. Il résume sa position théorique dans un ouvrage publié en 2021 et dans différents articles consacrés au management.[réf. nécessaire]

## Mandats électoraux et actions associatives
François Gerber est élu à Mantes la Jolie de 1989 à 1993 et aux Mureaux de 1998 à 2014. Il est impliqué dans plusieurs associations à vocation patrimoniale ou touristique. En 1997, il crée avec André Holleaux l’Association de Sauvegarde du Château de Rosny-sur-Seine, alors que celui-ci est menacé par les agissements de la société japonaise Nippon Sanyo qui souhaite démanteler la propriété dont le mobilier et les tapisseries seront vendus aux enchères et finalement récupérés par le château de Sully-sur-Loire. Désormais dénommée Vivre en Mantois, elle poursuit une activité dans l’animation culturelle et touristique de la vallée de la Seine et a publié pendant plusieurs années une revue portant le même nom. Il est le fondateur et premier président de la Maison du Tourisme du Mantois, association portant les compétences Tourisme de plusieurs communes et agissant sur plusieurs départements. Ancien secrétaire général de l’Association Prix Saint-Exupéry pour la jeunesse, il participe à l’épanouissement de l’œuvre du pilote aviateur à travers différentes publications et récemment la sauvegarde de la/sa maison natale de Saint-Maurice-de-Rémens, acquise par le Conseil Régional du Rhône.[réf. nécessaire]

## Ouvrages
- Justice indépendante, justice sur commande, Paris, Presses universitaires de France, 1990, 244 p. (ISBN 2-13-043190-9).
- Malraux-de Gaulle : la Nation retrouvée, Paris, France, L'Harmattan, 1996, 263 p. (ISBN 2-7384-4771-6).
- Affaires d'État : de Ben Barka à Tiberi : comment le parquet étouffe les dossiers, Paris, A. Michel, 1997, 247 p. (ISBN 2-226-09520-9).
- Et la presse créa Le Pen, Paris, R. Castells, 1998, 189 p. (ISBN 978-2-912587-21-3).
- Saint-Exupéry : de la Rive gauche à la guerre, Paris, Denoël, 2000, 285 p. (ISBN 2-207-25110-1).
- Lorsque Henri IV régnait à Mantes : 1590-1593, Saint-Ouen-l'Aumône, Valhermeil, 2001, 184 p. (ISBN 2-913328-28-8).
- Chère Eva : de l'inquisition-spectacle à l'usurpation politique, Paris, Table ronde, 2004, 125 p. (ISBN 2-7103-2668-X).
- Mantes, Ville Royale, 1590-1593, octobre 2008, Éditions Mantois Val de Seine  (ISBN 978-2-9532954-0-5).
- Qui a tué Mermoz, Toulouse, Privat, 2009, 205 p. (ISBN 978-2-7089-9219-1, présentation en ligne).
- De l'inutilité du juge d'instruction, Paris, Bourin éditeur, 2010, 262 p. (ISBN 978-2-84941-165-0).
- Guide de défense du citoyen : face à la police et à la justice, Paris, l'Archipel, 2011, 236 p. (ISBN 978-2-8098-0496-6).
- Saint-Exupéry, écrivain en guerre, Paris, Éditions Jacob-Duvernet, 2012, 235 p. (ISBN 978-2-84724-420-5).
- Gisors au temps des guerres de religion 1589-1594, Éditions Mantois Val de Seine  (ISBN 978-2-953-29542-9)
- Février 1590 – La bataille de Meulan Les Mureaux, Éditions Mantois Val de Seine  (ISBN 978-2-953-29541-2)
- Mitterrand entre Cagoule et francisque (1935-1945), L'Archipel, 2016, 403 p.  (ISBN 978-2-8098-2030-0)
- Spahis marocains, traditions et uniformes, Editions VEM, 2022,  (ISBN 978-2-9577574-0-4)

## Activités littéraires
- Le Point N° Hors Série consacré à Antoine de Saint-Exupéry, août 2014:
- Le Nouvel Observateur seconde semaine juillet 2000 : article de 2 pages sur le livre de François Gerber Saint-Exupéry de la Rive gauche à la guerre ;
- Revue de la NRF août 2013 : publications des actes du colloque Saint-Exupéry de Saint-Maurice-de-Rémens : article de François Gerber sur le thème : « Saint-Exupéry et la nation »